# Floriana (Malta)
Floriana és un municipi de Malta, al davant de la capital La Valletta. El seu nom es deu al militar italià Pietro Paolo Floriani de Macerata que fou el responsable de construir les fortificacions de la ciutat. Amb tot, avui dia, la forma de la ciutat es deu al Gran mestre Antonio Manoel de Vilhena i de fet, la ciutat s'anomena Borgo Vilhena o Citta Vilhena. L'església arxiprestal de Floriana està dedicada a Sant Publi de Malta, aclamat com a primer bisbe de Malta. Fou el mateix Publi que va rebre Sant Pau quan aquest va naufragar a l'illa.